# Velimir Petković
Velimir Petković (* 5. Juli 1956 in Tihaljina, Grude, Volksrepublik Bosnien und Herzegowina, Föderative Volksrepublik Jugoslawien) ist ein deutscher Handballtrainer und ehemaliger jugoslawischer Handballspieler.

## Karriere
In seiner Heimat gewann der 1,87 m große Petković mit RK Borac Banja Luka als Spieler und als Trainer jeweils einen Europapokal. Nach Deutschland kam er 1991 um bei SG Stuttgart-Scharnhausen den Trainerposten zu übernehmen, wurde aber bereits nach wenigen Wochen davon entbunden. Nach Station bei kleineren Vereinen konnte er die HSG Wetzlar ab 1998 in der 1. Bundesliga etablieren.
Petković war von 2004 bis zu seiner Beurlaubung im Dezember 2013 bei Frisch Auf Göppingen beschäftigt und konnte mit der Mannschaft zweimal den EHF-Pokal gewinnen. In dieser Zeit wurde er deutscher Staatsbürger. Im Oktober 2014 wurde er beim Zweitligisten ThSV Eisenach Nachfolger des beurlaubten Aðalsteinn Eyjólfsson. Im März 2016 wurde er als Trainer freigestellt. Im Dezember 2016 übernahm er das Traineramt des Bundesligisten Füchse Berlin, bei dem er einen Vertrag bis Juni 2018 unterschrieb. Der Vertrag wurde bis 2020 verlängert. Am 28. Februar 2020 wurde er beurlaubt. Wenige Tage später übernahm Petković das Traineramt der russischen Nationalmannschaft. Zwischen Oktober 2020 und Juni 2021 trainierte er zusätzlich den russischen Erstligisten GK ZSKA Moskau. Im Sommer 2024 beendete er seine Tätigkeit als russischer Nationaltrainer. Zwischen November 2024 und Mai 2025 trainierte er den kroatischen Erstligisten RK Zagreb.
Petković hat seit 2000 die Trainer-A-Lizenz des Deutschen Handballbundes. Zuvor machte er 1996 seine Trainer-B-Lizenz in Stuttgart.

## Erfolge

### Als Spieler
- Europapokalsieger der Landesmeister 1976 mit RK Borac Banja Luka

### Als Trainer
- IHF-Pokalsieger 1991 mit RK Borac Banja Luka
- DHB-Pokal-Finale 2001 mit HSG Wetzlar
- EHF-Pokal-Finale 2006 mit Frisch Auf Göppingen
- EHF-Pokalsieger 2011 und 2012 mit Frisch Auf Göppingen
- EHF-Pokalsieger 2018 mit den Füchsen Berlin
- Wahl zum „Trainer der Saison 2005“